# باربارا غودار
باربارا غودار (بالإنجليزية: Barbara Godard)‏‏ (1942 في تورونتو - 16 مايو 2010 في تورونتو) لغوية، ومترجمة، وأستاذة جامعية من كندا.

## التعليم
تعلمت باربارا غودار في:
- جامعة بوردو

## الجوائز
حصلت باربارا غودار على الجوائز الآتية:
- زمالة الجمعية الملكية الكندية